# Nou Velòdrom de Barcelona
El Nou Velòdrom de Barcelona, també anomenat Velòdrom del carrer Aragó, fou una instal·lació esportiva de Barcelona que acollí proves de ciclisme i partits de futbol entre 1901 i 1903.

## Història
El primer Velòdrom estable de la ciutat de Barcelona fou el Velòdrom de la Bonanova inaugurat el 1893. Una desena d'anys més tard deixà d'acollir proves ciclistes en favor de la pràctica d'altres esports, com ara el futbol. Nasqué aleshores la idea de construir un altre velòdrom més cèntric. La idea sorgí d'un grup de corredors i seguidors del ciclisme encapçalats per Francesc Serramalera i Abadal, així com el Velo Club, els quals constituïren la Societat Anònima Velòdrom. Un cop construït, el Velo Club s'hi instal·là. Entrà en funcionament el juliol de 1900, malgrat no fou inaugurat oficialment fins al 29 de juny de 1901. El festival inaugural, que es perllongà durant dos dies, va incloure moltes activitats: júniors, amateurs, professionals, internacionals, tàndems i pedestres. La prova més destacada fou el «Gran Premio del Nuevo Velódromo de Barcelona», que fou guanyada per Abadal, qui s'emportà un premi de 500 pessetes. Presidí el jurat Narcís Masferrer.
Tal com també succeí amb el velòdrom de la Bonanova, el Nou Velòdrom també fou utilitzat per la pràctica del futbol, malgrat les seves reduïdes dimensions. Fou el camp on jugà l'Hispània Athletic Club el seu primer partit, el 14 d'octubre de 1900 enfront de la Societat Deportiva Santanach. També hi jugaren l'Irish FC i l'FC X.
La premsa de l'època fou força crítica amb la qualitat de les instal·lacions, la qual tingué una vida curta, fins a l'any 1903. Un cop fou enderrocat, en el seu solar s'hi va aixecar la Casa del Pueblo (carrer Aragó, 168) impulsada per Alejandro Lerroux del Partit Radical.

## Emplaçament
El Nou Velòdrom estava situat en un solar de l'illa delimitada pels carrers d'Aragó, Muntaner, Consell de Cent i Casanova, quedant l'entrada principal ubicada al xamfrà nord.

## Característiques
La pista era feta de ciment a les rectes i de fusta a les corbes, amb una corda de 250 metres.